# Kropywna (obwód winnicki)
Kropywna (ukr. Кропивна) – wieś na Ukrainie, w obwodzie winnickim, w rejonie chmielnickim. W 2001 roku liczyła 514 mieszkańców.